# Marta Maribona
Marta Maribona fue una pianista española de música clásica nacida en 1965 y fallecida en 2020. Según algún medio, excepcional concertista de piano y profesora de renombre internacional.

## Biografía
Marta Maribona nació en Bilbao y comenzó sus estudios musicales en el Conservatorio Juan Crisóstomo Arriaga de dicha ciudad con I. Picaza y J.C. Zubeldia. Obtiene por unanimidad los Premios de Honor de Grado Elemental, Música de Cámara y Fin de Carrera.
Continuaría en el Real Conservatorio Superior de Música de Madrid, con el pianista Joaquín Soriano. Obtiene el Premio de Honor de Fin de Grado Superior. En 1986 interviene en el Indiana University Chamber Music Festival, en Bloomington. Allí realizó cursos de perfeccionamiento con M. Block, E. Aver, F. Sokolowsky y Merahem Pressler. Con una beca del Gobierno vasco y de la Diputación de Vizcaya obtiene en junio de 1992 el Diploma de Postgraduada por la Universidad de Mánchester en el Royal Northern College of Music de dicha ciudad británica. Dirige sus estudios la profesora S. Aronovsky.
Dio numerosos recitales por España, Reino Unido y Estados Unidos. Actuó como solista con la Orquesta de Cámara Española y la Orquesta Sinfónica de Bilbao. Ha realizado grabaciones para TVE. En los últimos años era profesora en el Conservatorio de Música Adolfo Salazar de Madrid.
Ha impartido clases de perfeccionamiento a pianistas como Juan José Mudarra Gámiz, Irene Aranda, Ana Pozuelo Alba, Covadonga Serrano o Ana María Sánchez Sánchez.

### Premios
- Primer Premio en el Concurso de Piano Gregorio Baudot en Ferrol, España.
- Primer Premio en el 7º Concurso de Piano Nueva Acrópolis (ahora Concurso Internacional de Piano Delia Steinberg, Madrid, España, en 1988.[16]
- Primer Premio en el Concurso de Piano Ciudad de Melilla.
- Premio Musical Albéniz en Albacete.
- Primer Premio Becas Juventudes Musicales de Madrid.
- Primer Premio en el Concurso Sofía Puche de Barcelona.
- Premio Concurso de Piano Ciudad de Valladolid.
- Primer Premio en el European Yamaha Competition en Londres.

### Grabaciones
- Aita Donostia, 1997.[17]